# سليمان الشاهين
سليمان الشاهين ، (1938) دبلوماسي وسياسي ووزير كويتي سابق، رئيس وعضو الهيئة الاستشارية للمجلس الأعلى لقادة دول مجلس التعاون الخليجي.
هو أول سفير كويتي في البحرين ، و أول سفير كويتي في دولة الإمارات العربية المتحدة.

## السيرة الذاتية
سليمان ماجد صالح بن شاهين بن غانم الشاهين ، مواليد الكويت عام 1938 ، التحق بمدارس الكويت ثم انتسب الي جامعة الاسكندرية كلية الاداب قسم الجغرافيا ليحصل علي الليسانس عام 1962 ، ثم بدأ عمله الدبلوماسي في اليابان، ومن ثم أصبح عضو في الوفد الدائم لدولة الكويت لدي الامم المتحدة في نيويورك، وفي عام 1971 عين سفير لدي دولة الكويت في مملكة البحرين، ثم عين أول سفير لدي الكويت في الامارات عام 1973 ، ثم أصبح سفير الكويت لدي مصر والمندوب الدائم لدي جامعة الدول العربية وحتي عام 1979 ، كما عين وكيل وزارة الخارجية في الكويت منذ عام 1985 وحتي 1999 ، ثم عين في أول منصب مستحدث وزير دولة للشوؤن الخارجية منذ عام 1999 وحتي 2001 ، الي أن أصبح عضواً في الهيئة الاستشارية للمجلس الأعلى لقادة دول مجلس التعاون الخليجي.
ينتمي لعائلة دبلوماسية ، منهم عيسى ماجد الشاهين مدير إدارة الخليج العربي في وزارة الخارجية ، والدبلوماسي عبدالله سليمان الشاهين ، والدبلوماسي أنس عيسى الشاهين.

## وصلات خارجية
- لقاء وزير الدولة لشؤون الخارجية الأسبق سليمان ماجد الشاهين على قناة الكويت